# Zachary Scott
Zachary Scott (24 de febrero de 1914 - 3 de octubre de 1965) fue un actor estadounidense, conocido principalmente por sus papeles de villano y de hombres misteriosos.

## Biografía
Nacido en Austin, Texas, estaba lejanamente emparentado con George Washington y Bat Masterson. El padre de Scott era médico, y su abuelo fue un buen ganadero.
Scott quiso ser médico, al igual que su padre, pero tras estudiar un tiempo en la Universidad de Texas, decidió dedicarse a la actuación. Aceptó trabajar de grumete en un barco frigorífico que le llevó a Inglaterra, donde actuó en teatro de repertorio durante un tiempo, antes de volver a Austin, donde hizo teatro a nivel local.
El actor Alfred Lunt descubrió a Scott en Texas y le convenció para trasladarse a Nueva York, donde trabajó en el teatro de Broadway. Jack Warner le vio en una función, y acordó con él que interviniera en la película La máscara de Dimitrios, en 1944.
Al año siguiente trabajó en Mildred Pierce (Alma en suplicio), con mucho éxito. En la película, Scott aparecía junto a Joan Crawford y Ann Blyth. Durante este periodo, Scott y su primera mujer, Elaine Anderson, hicieron amistad con Angela Lansbury y su primer marido, Richard Cromwell. Elaine Scott había conocido a Zachary Scott en Austin, y trabajó como directora de escena teatral en Broadway para la producción original de Oklahoma!. Los Scott tuvieron una hija.
Zachary Scott disfrutó, al igual que el público, interpretando a canallas. Siguió trabajando en películas como The Southerner (El sureño), The Unfaithful, Cass Timberlane (Dos edades del amor), Flamingo Road, Guilty Bystander, Wings of Danger y Shadow on the Wall, junto a Nancy Reagan y Ann Sothern. Posteriormente protagonizó La joven (1960), de Luis Buñuel. 
En 1950, Scott sufrió un accidente de rafting (descenso de un río con una balsa). Además, ese mismo año se divorció de Elaine Anderson, quien al poco tiempo se casó con el escritor John Steinbeck. Posiblemente como resultado de estos problemas o debido a una disminución de la recaudación de sus películas, Scott se vio sumido en una depresión, con lo cual disminuyeron sus actuaciones. Dado que Warner Bros no continuó anunciando sus películas, retornó al teatro, y también trabajó para la televisión. Durante este período Scott se casó con Ruth Ford. Se trasladó a Austin, donde falleció a causa de un tumor cerebral a los 51 años.
Scott tiene una estrella en el Paseo de la Fama de Hollywood.